# 脱玻作用
脱玻作用，又称脱玻化作用，是指之前無結晶（無定形體）的玻璃重新結晶的過程。例如玻璃类物质或产品在加工或退火过程中，停留在极易晶化的温度区域内的时间过长，则可能会发生失去光泽并被损坏的现象。这种现象即称为脱玻作用。

## 玻璃藝術中的脱玻作用
在玻璃藝術品中，在熔融玻璃的燒製過程中會發生脱玻作用，玻璃表面會出現白色的浮渣、裂縫或皺紋，而不是光滑的光澤，因為玻璃中的分子將其結構轉變為結晶固體的結構。 雖然這種情況通常是不受歡迎的，但在玻璃藝術中，可以將脱玻作用作為一種有意的藝術技術。

## 地質學中的脫玻作用
一般意義上，岩漿的任何結晶都可以被視為脫玻作用，但這個術語最常用於在其他玻璃質岩石（如黑曜石）中形成球晶(Spherulite)。
玻璃材料轉化為結晶材料的過程稱為脫玻作用。 球晶是這過程的證據。 珍珠岩是由於玻璃水合作用導致膨脹而不一定是脫玻作用。

## 玻璃棉
玻璃棉在被捶击或吹入绝熱層時，也可能會因為脱玻作用而變成粉末狀，而且绝熱效果明顯變差。

## 外部連結
- Encyclopædia Britannica Online （页面存档备份，存于）
- WarmTIPS: Devitrification （页面存档备份，存于）
- Troubleshooting Fusing and Slumping Problems
- Tech Report: Devitrification of glass